# Pierre François Marie van de Lint
Pierre François Marie van de Lint (Bergen op Zoom, 2 februari 1899 - Den Haag, 17 december 1965) was commandant Maritieme Middelen van de Koninklijke Marine in Tandjong Priok, de haven van Batavia.
Van de Lint was 2de stuurman bij de Stoomvaart Maatschappij Nederland te Amsterdam toen hem werd gevraagd in vaste dienst bij de Marine te komen. In 1938 ging het gezin naar Soerabaja en later naar Tandjong Priok.

## De oorlogsjaren
Steeds weer kwam Van de Lint thuis met verhalen over de bombardementen op de haven van Tandjong Priok. Heel hoog in de lucht werden de motoren uitgezet, waarna de piloot een duikvlucht nam om alles te mitrailleren of te bombarderen. 

Na de capitulatie van Nederlands-Indië trokken het Leger en de Marine zich terug; de Marine ging eerst naar Bandoeng. Voordat hij vertrok gaf Van de Lint opdracht enkele schepen tussen de havenhoofden tot zinken te brengen, zodat de ingang geblokkeerd werd. Als laatste vertrok ook hij naar Bandoeng. Daar aangekomen werd hij door een scherf van een bom getroffen zodat hij naar een ziekenhuis moest.

Intussen zochten de Japanners naar de man die de haven had laten blokkeren. Manschappen werden ondervraagd maar niemand noemde de naam van hun commandant. De ondervraging werd ondersteund door het bewerken met sigarettenpeuken, waarna iemand de naam van Van de Lint noemde. Na het verlaten van het ziekenhuis moest commandant Van de Lint zich melden bij de Kempeitai (soort Gestapo). Het verhoor ging als volgt:
- Bent U Van de Lint?
  - Ja, ik ben Van de Lint.
- Heeft U de haven doen vernielen?
  - Ja, dat heb IK gedaan voor mijn Koningin, zoals U gedaan zou hebben voor uw Keizer.
- Wilt u een sigaret? U kunt gaan!

In 1946 kwam het gezin via Australië terug naar Nederland.

## Na de oorlog
Terug in Nederland vond het gezin in februari 1946 onderdak bij zijn ouders in Aerdenhout. Met de tram reisde hij naar Den Haag waar hij op het Ministerie werkte. Na enige tijd kocht hij een huis aan de Cliviastraat in Den Haag, waar ook de familie van Karel Doorman woonde. Van de Lint was Hoofd Sociale Zaken en Hoofd Onderscheidingen bij de Marine.

## Onderscheiden
- Kruis van Verdienste